# Anders Håkansson
Anders Håkansson (* 27. April 1956 in Munkfors) ist ein ehemaliger schwedischer Eishockeyspieler, der in seiner aktiven Zeit von 1975 bis 1986 unter anderem für die Minnesota North Stars, Pittsburgh Penguins und Los Angeles Kings in der National Hockey League gespielt hat.         

## Karriere
Anders Håkansson begann seine Karriere als Eishockeyspieler bei AIK Solna, für dessen Profimannschaft er von 1975 bis 1981 in der Elitserien, der höchsten schwedischen Spielklasse, aktiv war. Mit seiner Mannschaft wurde der Angreifer dabei in den Spielzeiten 1977/78 und 1980/81 jeweils Vizemeister sowie 1981 zudem in das schwedische All-Star Team gewählt. Zwar wurde er bereits im NHL Amateur Draft 1976 in der 14. Runde als insgesamt 134. Spieler von den St. Louis Blues und im WHA Amateur Draft 1976 in der neunten Runde als insgesamt 103. Spieler von den Winnipeg Jets ausgewählt, jedoch blieb er zunächst in Schweden, da er dort ein Studium der Ingenieurwissenschaften begonnen hatte. 
Am 22. Juli 1981 unterschrieb Håkansson einen Vertrag als Free Agent bei den Minnesota North Stars, für die er in der Saison 1981/82, seinem Rookiejahr, in 75 Spielen 12 Tore und vier Vorlagen in der National Hockey League erzielte. Zunächst begann der Schwede auch die Saison 1982/83 bei den Minnesota North Stars, allerdings wurde er bereits nach fünf Saisoneinsätzen am 28. Oktober 1982 zusammen mit Ron Meighan und einem Erstrunden-Wahlrecht für den NHL Entry Draft 1983 im Tausch gegen George Ferguson und ebenfalls ein Erstrunden-Wahlrecht für den NHL Entry Draft 1983 an die Pittsburgh Penguins abgegeben. Bei diesen erzielte er bis Saisonende in 62 Spielen neun Tore und zwölf Vorlagen. Nach der Spielzeit wurde er für Kevin Stevens’ Transferrechte innerhalb der NHL zu den Los Angeles Kings transferiert, bei denen er in den folgenden beiden Jahren Stammspieler war. Diesen verlor er im Laufe der Saison 1985/86, jedoch wollte er nicht für das Farmteam der Kings spielen und entschied sich stattdessen zu seinem Karriereende bereits im Alter von 30 Jahren um sein Studium der Ingenieurwissenschaften in seiner schwedischen Heimat zu beenden.

### International
Für Schweden nahm Håkansson im Juniorenbereich ausschließlich an der Junioren-Weltmeisterschaft 1976 teil. Im Seniorenbereich stand er im Aufgebot seines Landes bei der Weltmeisterschaft 1981 sowie 1981 und 1984 beim Canada Cup. Bei Letzterem belegte er mit seiner Mannschaft den zweiten Platz.

## Erfolge und Auszeichnungen
- 1978 Schwedischer Vizemeister mit AIK Solna
- 1981 Schwedischer Vizemeister mit AIK Solna
- 1981 Schwedisches All-Star Team
- 1984 Silbermedaille beim Canada Cup